# Ремонтна документація
Ремо́нтна (констру́кторська) документа́ція (РД) (англ. repair documentation) — робоча конструкторська документація, яка містить дані для проведення ремонтних робіт та контролю виробів після ремонту.

## Призначення
Ремонтні документи (РД) на капітальний та (чи) середній ремонти призначені для підготовки ремонтного виробництва, ремонту і контролю відремонтованих виробів та їх складових частин.
РД розробляють на вироби, для яких передбачають за допомогою ремонту технічно можливе й економічно доцільне відновлення параметрів і характеристик (властивостей), що змінюються при експлуатації і визначають можливість використання виробу за прямим призначенням.

## Види РД
В залежності від характеристик ремонтованих виробів і специфіки ремонту РД розробляють на ремонт:
- виробів або складових частин одного виробу одного конкретного найменування (однієї марки, типу);
- виробів декількох найменувань, коли вимоги до їх ремонту ідентичні;
- виробів, що ремонтуються на спеціалізованих підприємствах;
- виробів, що ремонтуються на місці експлуатації, включаючи всі складові частини;
- виробів, що ремонтуються на місці експлуатації, а окремих їх складових частин — на спеціалізованих підприємствах.

## Вимоги до змісту РД
РД, в загальному випадку, розробляють на основі:
- робочої конструкторської документації на виготовлення виробів за ГОСТ 2.102-68[2];
- експлуатаційної документації за ДСТУ ГОСТ 2.601:2006[3];
- технічних умов на виріб по ГОСТ 2.114-95[4] (за наявності);
- технологічної документації на виготовлення виробу (за наявності);
- матеріалів по дослідженню несправностей, що виникають при випробуванні і експлуатації виробів даного типу або аналогічних виробів інших типів;
- аналізів показників безвідмовності, ремонтопридатності, довговічності і збереженості виробу при експлуатації до ремонту і в міжремонтні терміни;
- матеріалів по ремонту аналогічних виробів.

Відомості про виріб, що поміщаються в РД, повинні бути мінімальними за обсягом, але достатніми для забезпечення правильного виконання ремонту. При необхідності в РД наведені вказівки про необхідні рівні підготовки обслуговчого персоналу.
Перелік конкретних документів, на основі яких розробляють РД, вказується в технічному завданні на розробку РД.
Перелік видів ремонтних документів та їх коди за номенклатурою наведено у таблиці
| Код                                 | Вид документа                                                                                | Визначення |
| ----------------------------------- | -------------------------------------------------------------------------------------------- | --- |
| РК (капітального) РС (середнього)   | Настанова щодо ремонтування                                                                  | Ремонтний документ, що містить вказівки щодо організації ремонтування, правила та порядок капітального (середнього) ремонтування виробу, контролювання, регулювання, випробовування, консервування, транспортування і зберігання виробу після ремонту, монтування і випробовування виробу на об'єкті, визначення показників і норм, яким повинен відповідати відремонтований виріб |
|                                     | Загальна настанова щодо ремонтування                                                         | Ремонтний документ, що містить загальні вказівки щодо організації і технології ремонтування певної групи однотипних виробів, правила і порядок готування та виконування ремонтування, значення показників і норми, яким повинні відповідати вироби після ремонту, правила та порядок випробовування, консервування, транспортування і зберігання після ремонту.                    |
| УК (капітального) УС (середнього)   | Технічні умови на капітальний та (чи) середній ремонт                                        | Документ на ремонт, який містить технічні вимоги, показники і норми, яким повинен відповідати даний виріб після капітального та (чи) середнього ремонту, вимоги до контрольних випробувань, комплектування, упакування, транспортування і зберігання виробу після ремонту |
|                                     | Загальні технічні умови на капітальний та (чи) середній ремонт                               | Документ на ремонт, який містить загальні технічні вимоги, показники і норми, яким повинні відповідати всі вироби після капітального та (чи) середнього ремонту |
|                                     | Ремонтні кресленики                                                                          | Кресленики, що містять тільки ті зображення виробу, розміри, граничні відхили і додаткові дані, згідно з якими його ремонтують та контролюють у процесі після ремонтування |
| ЗК (капітального) ЗС (середнього)   | Норми витрат запасних частин на ремонт                                                       | Документ на ремонт, що містить номенклатуру запасних частин виробу та їх кількість, потрібну, щоб підготувати ремонтне виробництво унормованої кількості виробів, відремонтувати виріб та проконтролювати його під час ремонтування і після нього |
| МК (капітального) МС (середнього)   | Норми витрат матеріалів на ремонт                                                            | Ремонтний документ, що містить номенклатуру матеріалів і їх кількість, потрібну, щоб , щоб підготувати ремонтне виробництво унормованої кількості виробів, відремонтувати виріб та проконтролювати його під час ремонтування і після нього |
| ЗИК (капітального) ЗИС (середнього) | Відомість (розпис) комплекту запасних частин, інструментів та приладдя (ЗІП) на ремонтування | Ремонтний документ, що містить номенклатуру та відомість про призначеність, кількість і місці вкладання запасних частин, інструменту, приладдя та матеріалів, потрібних, щоб ремонтувати виріб |
|                                     | Технічна документація на засоби оснащення ремонту                                            | Документація, що містить інформацію для виготовлення, випробування та приймання ремонтно-технологічного та імітаційно-стендового оснащення ремонту. У її склад включають: - робочу конструкторську документацію на виготовлення, випробування та приймання (за необхідності); - технічні умови (за необхідності); - експлуатаційні документи                                       |
| ВРК (капітального) ВРС (середнього) | Відомість документів на ремонт                                                               | Документ, яким встановлено склад комплекту конструкторських документів для виконання ремонту виробу |

У комплект документів для ремонту, як правило, входять:
- ремонтні документи відповідно до таблиці;
- повний або неповний комплект робочої конструкторської документації на виготовлення виробу;
- експлуатаційні документи відповідно до ДСТУ ГОСТ 2.601:2006.